# Bitwa pod Mirem (1812)
Bitwa pod Mirem – starcie zbrojne, które miało miejsce 10 lipca 1812 roku podczas inwazji na Rosję w pobliżu miasta Mir.

## Opis
Dywizja polskiej kawalerii generała Aleksandra Rożnieckiego w sile 3000 żołnierzy maszerowała w przedniej straży francuskiego korpusu generała Latour–Maubourga (IV Korpus Jazdy Odwodowej). Gdy Rożniecki dostrzegł zbliżających się Rosjan, błędnie ocenił ich siły i postanowił zaatakować. Okazało się, że wojsko dostrzeżone przez polskiego generała to korpus generała Matwieja Płatowa liczący 9000 żołnierzy i 12 dział. Atak na liczniejszego przeciwnika przyniósł polskiej dywizji klęskę i ciężkie straty wynoszące około 1/3 stanu osobowego. Zwycięstwo odniesione przez Płatowa wstrzymało na pewien czas pochód wojsk francuskich i dało Rosjanom czas na wycofanie swych wojsk do Bobrujska.

## Literatura
- Janusz Staszewski Walki kawaleryjskie pod Mirem i Romanowem 1812 r. Wydawnictwo Napoleon V, 2019
- Mała Encyklopedia Wojskowa, Wydawnictwo Ministerstwa Obrony Narodowej, Warszawa 1967, Wydanie I, Tom 1.